# Prelaz Ziljski vrh
Prelaz Ziljski vrh (nemško Gailberg) je visokogorski prelaz na Avstrijskem Koroškem, ki povezuje Dravsko dolino in Ziljsko dolino ter mesti Oberdrauburg na severu in Koče-Muta na jugu. V Ziljskih Alpah ločuje skupino Reisskofel od Lienških dolomitov. Dostopen je preko B110 (cesta na prelaz Ploče).